# Santic-Wibatech
Santic-Wibatech (Kod UCI: SWT) – niemiecka (do 2020 polska) zawodowa grupa kolarska występująca od 2012 w dywizji UCI Continental Teams
W sezonie 2012 zespół zaczął rywalizować na szczeblu zawodowym, dołączając do dywizji UCI Continental Teams. Od tego czasu, pod różnymi nazwami (za każdym razem w nazwie znajdował się jednak człon „Wibatech”), funkcjonuje na tym samym szczeblu.

## Nazwa grupy w poszczególnych latach
| lata      | nazwa                           |
| --------- | ------------------------------- |
| 2012      | Wibatech-LMGKK Ziemia Brzeska   |
| 2013      | Team Wibatech-Brzeg             |
| 2014      | Team Wibatech Fuji Żory         |
| 2015–2016 | Wibatech Fuji                   |
| 2017      | Wibatech 7R Fuji                |
| 2018      | Wibatech Merx 7R                |
| 2019–2020 | Wibatech Merx                   |
| 2021      | Team Wibatech Bayern-RSV Passau |
| od 2022   | Santic-Wibatech                 |

## Sezony

### 2024

#### Skład
| Skład drużyny 2024          | Skład drużyny 2024   | Skład drużyny 2024 | Skład drużyny 2024                    |
| Imię i nazwisko             | Data urodzenia       | Państwo            | Poprzednia grupa                      |
| --------------------------- | -------------------- | ------------------ | ------------------------------------- |
| Nick Bangert (1 sty–16 lip) | 25 sierpnia 2004     | Niemcy             | P&S Benotti (2023)                    |
| Ferdinand Beirig            | 8 marca 2005         | Niemcy             |                                       |
| Stefan Brandlmeier          | 7 stycznia 1993      | Niemcy             | Hrinkow Advarics Cycleang (2020)      |
| Laurin Gabelica             | 17 lutego 2004       | Niemcy             |                                       |
| Mario Gamper                | 3 sierpnia 1999      | Austria            | Felbermayr Simplon Wels (2022)        |
| Kacper Maciejuk             | 18 maja 2003         | Polska             |                                       |
| Jonas Messerschmidt         | 10 lutego 2001       | Niemcy             | Dauner-AKKON (2022)                   |
| Michał Paluta               | 4 października 1995  | Polska             | Global 6 Cycling (2021)               |
| Piotr Pękala                | 4 sierpnia 1998      | Polska             | Pogoń Mostostal Puławy (2021)         |
| Michael Peter               | 15 listopada 2001    | Niemcy             |                                       |
| Bartłomiej Proć             | 12 grudnia 1999      | Polska             | Pogoń Mostostal Puławy (2021)         |
| Nils Puschmann              | 15 października 2004 | Niemcy             |                                       |
| Linus Rosner                | 30 marca 2001        | Niemcy             | Tirol KTM Cycling Team (2023)         |
| Fabian Schormair            | 23 października 1994 | Niemcy             | Felbermayr Simplon Wels (2021)        |
| Szymon Tracz                | 12 listopada 1998    | Polska             | EF Education-Nippo Development (2022) |
| Tim Wollenberg              | 17 lutego 2000       | Niemcy             | Maloja Pushbikers (2022)              |
|                             |                      |                    |                                       |
| Źródło: ProCyclingStats     |                      |                    |                                       |

#### Zwycięstwa
| Zwycięstwa       | Zwycięstwa                                 | Zwycięstwa           | Zwycięstwa | Zwycięstwa      | Zwycięstwa |
| Data             | Wyścig                                     | Państwo              | Kategoria  | Zwycięzca       |            |
| ---------------- | ------------------------------------------ | -------------------- | ---------- | --------------- | ---------- |
| 20 kwi           | Belgrad-Banja Luka, 3. etap                | Bośnia i Hercegowina | 2.2        | Piotr Pękala    |            |
| 21 kwietnia 2024 | Belgrad-Banja Luka, klasyfikacja generalna | Bośnia i Hercegowina | 2.2        | Piotr Pękala    |            |
| 27 lipca 2024    | Dookoła Mazowsza, klasyfikacja generalna   | Polska               | 2.2        | Bartłomiej Proć |            |
| 24 sie           | Tour Bitwa Warszawska 1920, 4. etap        | Polska               | 2.2        | Piotr Pękala    |            |

### 2023

#### Skład
| Skład drużyny 2023      | Skład drużyny 2023   | Skład drużyny 2023 | Skład drużyny 2023                    |
| Imię i nazwisko         | Data urodzenia       | Państwo            | Poprzednia grupa                      |
| ----------------------- | -------------------- | ------------------ | ------------------------------------- |
| Dominik Abaya           | 14 października 2002 | Niemcy             |                                       |
| Stefan Brandlmeier      | 7 stycznia 1993      | Niemcy             | Hrinkow Advarics Cycleang (2020)      |
| Laurin Gabelica         | 17 lutego 2004       | Niemcy             |                                       |
| Mario Gamper            | 3 sierpnia 1999      | Austria            | Felbermayr Simplon Wels (2022)        |
| Kacper Maciejuk         | 18 maja 2003         | Polska             |                                       |
| Jonas Messerschmidt     | 10 lutego 2001       | Niemcy             | Dauner-AKKON (2022)                   |
| Piotr Pękala            | 4 sierpnia 1998      | Polska             | Pogoń Mostostal Puławy (2021)         |
| Michael Peter           | 15 listopada 2001    | Niemcy             |                                       |
| Bartłomiej Proć         | 12 grudnia 1999      | Polska             | Pogoń Mostostal Puławy (2021)         |
| Nils Puschmann          | 15 października 2004 | Niemcy             |                                       |
| Leon Rohde              | 10 maja 1995         | Niemcy             | Rad-net Rose Team (2022)              |
| Leon Šarc               | 28 maja 1996         | Słowenia           | Cycling Team Kranj (2022)             |
| Fabian Schormair        | 23 października 1994 | Niemcy             | Felbermayr Simplon Wels (2021)        |
| Szymon Tracz            | 12 listopada 1998    | Polska             | EF Education-Nippo Development (2022) |
| Tim Wollenberg          | 17 lutego 2000       | Niemcy             | Maloja Pushbikers (2022)              |
|                         |                      |                    |                                       |
| Źródło: ProCyclingStats |                      |                    |                                       |

#### Zwycięstwa
| Zwycięstwa | Zwycięstwa          | Zwycięstwa | Zwycięstwa | Zwycięstwa      | Zwycięstwa |
| Data       | Wyścig              | Państwo    | Kategoria  | Zwycięzca       |            |
| ---------- | ------------------- | ---------- | ---------- | --------------- | ---------- |
| 19 mar     | GP Slovenian Istria | Słowenia   | 1.2        | Bartłomiej Proć |            |

### 2022

#### Skład
| Skład drużyny 2022            | Skład drużyny 2022   | Skład drużyny 2022 | Skład drużyny 2022               |
| Imię i nazwisko               | Data urodzenia       | Państwo            | Poprzednia grupa                 |
| ----------------------------- | -------------------- | ------------------ | -------------------------------- |
| Stefan Brandlmeier            | 7 stycznia 1993      | Niemcy             | Hrinkow Advarics Cycleang (2020) |
| Patrick Haller(Przypis)       | 9 lipca 1997         | Niemcy             | Leopard Pro Cycling (2021)       |
| Piotr Pękala                  | 4 sierpnia 1998      | Polska             | Pogoń Mostostal Puławy (2021)    |
| Michael Peter                 | 15 listopada 2001    | Niemcy             |                                  |
| Bartłomiej Proć               | 12 grudnia 1999      | Polska             | Pogoń Mostostal Puławy (2021)    |
| Bartosz Rudyk                 | 18 września 1998     | Polska             | TC Chrobry Scott Głogów (2021)   |
| Fabian Schormair              | 23 października 1994 | Niemcy             | Felbermayr Simplon Wels (2021)   |
| Jonas Sonnleitner             | 27 sierpnia 1997     | Niemcy             | Hrinkow Advarics Cycleang (2021) |
| Ludwig Stadler                | 5 września 2001      | Niemcy             |                                  |
| Paweł Szóstka                 | 9 lipca 1998         | Polska             | TC Chrobry Scott Głogów (2021)   |
| Tim Wollenberg (8 lip–31 gru) | 17 lutego 2000       | Niemcy             | Maloja Pushbikers (2022)         |
|                               |                      |                    |                                  |
| Źródło: ProCyclingStats       |                      |                    |                                  |

Przypis: Patrick Haller, koniec kariery

### 2020

#### Skład
| Skład drużyny 2020                       | Skład drużyny 2020   | Skład drużyny 2020 | Skład drużyny 2020                  |
| Imię i nazwisko                          | Data urodzenia       | Państwo            | Poprzednia grupa                    |
| ---------------------------------------- | -------------------- | ------------------ | ----------------------------------- |
| Marceli Bogusławski                      | 7 września 1997      | Polska             | Volkswagen MTB Team (2017)          |
| Anatolij Budiak                          | 29 września 1995     | Ukraina            | Lviv Cycling Team (2018)            |
| Marcin Budziński                         | 24 kwietnia 1998     | Polska             | Hurom BDC Development (2019)        |
| Tomasz Budziński                         | 24 kwietnia 1998     | Polska             | Hurom BDC Development (2019)        |
| Karol Kuklewicz                          | 16 października 1997 | Polska             | TC Chrobry Scott Głogów (2019)      |
| Maciej Paterski                          | 12 września 1986     | Polska             | CCC Sprandi Polkowice (2017)        |
| Wojciech Pszczolarski (31 maj–31 gru)    | 26 kwietnia 1991     | Polska             | Pardus-Tufo Prostejov (2019)        |
| Bartosz Rudyk                            | 18 września 1998     | Polska             | ALKS Stal Grudziądz (2019)          |
| Jakub Sitarz                             | 7 lipca 1998         | Polska             | LUKS Trójka Piaseczno (2017)        |
| Grzegorz Stępniak                        | 24 marca 1989        | Polska             | CCC Sprandi Polkowice (2016)        |
| Paweł Szóstka                            | 9 lipca 1998         | Polska             | Kuota-Construcciones Paulino (2019) |
| Damian Sławek                            | 31 maja 1997         | Polska             | GKS Cartusia Bike Atelier (2019)    |
|                                          |                      |                    |                                     |
| Źródła: ProCyclingStats Cycling Archives |                      |                    |                                     |

#### Zwycięstwa
| Zwycięstwa | Zwycięstwa                            | Zwycięstwa | Zwycięstwa | Zwycięstwa          | Zwycięstwa |
| Data       | Wyścig                                | Państwo    | Kategoria  | Zwycięzca           |            |
| ---------- | ------------------------------------- | ---------- | ---------- | ------------------- | ---------- |
| 8 sie      | Memoriał Henryka Łasaka               | Polska     | NE         | Marcin Budziński    |            |
| 9 sie      | Memoriał Grundmanna i Wizowskiego     | Polska     | NE         | Bartosz Rudyk       |            |
| 12 sie     | Tour Bitwa Warszawska 1920, 1. etap   | Polska     | 2.2        | Marceli Bogusławski |            |
| 3 wrz      | Grand Prix Develi                     | Turcja     | 1.2        | Anatolij Budiak     |            |
| 6 wrz      | Grand Prix World's Best High Altitude | Turcja     | 1.2        | Anatolij Budiak     |            |
| 20 wrz     | Memoriał Stanisława Szozdy            | Polska     | NE         | Bartosz Rudyk       |            |

### 2019

#### Skład
| Skład drużyny 2019             | Skład drużyny 2019 | Skład drużyny 2019 | Skład drużyny 2019           |
| Imię i nazwisko                | Data urodzenia     | Państwo            | Poprzednia grupa             |
| ------------------------------ | ------------------ | ------------------ | ---------------------------- |
| Marceli Bogusławski            | 7 września 1997    | Polska             | Volkswagen MTB Team (2017)   |
| Anatolij Budiak                | 29 września 1995   | Ukraina            | Lviv Cycling Team (2018)     |
| Paweł Cieślik                  | 12 kwietnia 1986   | Polska             | CCC Sprandi Polkowice (2018) |
| Kacper Kistowski               | 16 sierpnia 1993   | Polska             |                              |
| Piotr Konwa                    | 15 lutego 1995     | Polska             | Elkov-Author (2018)          |
| Maciej Paterski                | 12 września 1986   | Polska             | CCC Sprandi Polkowice (2017) |
| Michał Podlaski (1 kwi–31 gru) | 3 maja 1988        | Polska             | Voster ATS Team (2018)       |
| Marek Rutkiewicz               | 8 maja 1981        | Polska             | CCC Sprandi Polkowice (2015) |
| Grzegorz Stępniak              | 24 marca 1989      | Polska             | CCC Sprandi Polkowice (2016) |
| Wojciech Sykała                | 27 marca 1994      | Polska             |                              |
| Bartosz Warchoł (1 kwi–31 gru) | 16 stycznia 1992   | Polska             | Team Hurom (2017)            |
|                                |                    |                    |                              |
| Źródło: ProCyclingStats        |                    |                    |                              |

#### Zwycięstwa
| Zwycięstwa     | Zwycięstwa                                          | Zwycięstwa | Zwycięstwa      | Zwycięstwa          | Zwycięstwa |
| Data           | Wyścig                                              | Państwo    | Kategoria       | Zwycięzca           |            |
| -------------- | --------------------------------------------------- | ---------- | --------------- | ------------------- | ---------- |
| 30 kwi         | Karpacki Wyścig Kurierów, prolog                    | Polska     | 2.2U            | Marceli Bogusławski |            |
| 11 maj         | Szlakiem Grodów Piastowskich, 2. etap               | Polska     | 2.2             | Maciej Paterski     |            |
| 12 maj         | Szlakiem Grodów Piastowskich, 3. etap               | Polska     | 2.2             | Maciej Paterski     |            |
| 31 maj         | Szlakiem Walk Majora Hubala, 1. etap                | Polska     | 2.1             | Grzegorz Stępniak   |            |
| 1 cze          | Szlakiem Walk Majora Hubala, 2. b etap              | Polska     | 2.1             | Maciej Paterski     |            |
| 2 cze          | Szlakiem Walk Majora Hubala, 3. etap                | Polska     | 2.1             | Maciej Paterski     |            |
| 2 czerwca 2019 | Szlakiem Walk Majora Hubala, klasyfikacja generalna | Polska     | 2.1             | Maciej Paterski     |            |
| 14 cze         | Małopolski Wyścig Górski, 1. etap                   | Polska     | 2.2             | Anatolij Budiak     |            |
| 25 sie         | Górskie szosowe mistrzostwa Polski                  | Polska     | CN              | Michał Podlaski     |            |
| 8 wrz          | Memoriał Stanisława Szozdy                          | Polska     | Bartosz Warchoł |                     |            |

### 2018

#### Skład
| Skład drużyny 2018           | Skład drużyny 2018  | Skład drużyny 2018 | Skład drużyny 2018           |
| Imię i nazwisko              | Data urodzenia      | Państwo            | Poprzednia grupa             |
| ---------------------------- | ------------------- | ------------------ | ---------------------------- |
| Norbert Banaszek             | 18 czerwca 1997     | Polska             | Kolss (2017)                 |
| Marceli Bogusławski          | 7 września 1997     | Polska             | Volkswagen MTB Team (2017)   |
| Adrian Honkisz               | 27 lutego 1988      | Polska             | CCC Sprandi Polkowice (2016) |
| Sylwester Janiszewski        | 24 stycznia 1988    | Polska             | CCC Polsat Polkowice (2012)  |
| Kacper Kistowski             | 16 sierpnia 1993    | Polska             |                              |
| Jarosław Marycz              | 17 kwietnia 1987    | Polska             | Domin Sport (2017)           |
| Jacek Morajko                | 26 kwietnia 1981    | Polska             | CCC Polsat Polkowice (2014)  |
| Maciej Paterski              | 12 września 1986    | Polska             | CCC Sprandi Polkowice (2017) |
| Jakob Roithmeier             | 2 października 1991 | Niemcy             |                              |
| Marek Rutkiewicz             | 8 maja 1981         | Polska             | CCC Sprandi Polkowice (2015) |
| Jakub Sitarz (27 kwi–31 gru) | 7 lipca 1998        | Polska             | LUKS Trójka Piaseczno (2017) |
| Grzegorz Stępniak            | 24 marca 1989       | Polska             | CCC Sprandi Polkowice (2016) |
| Wojciech Sykała              | 27 marca 1994       | Polska             |                              |
| Bartosz Warchoł              | 16 stycznia 1992    | Polska             | Team Hurom (2017)            |
|                              |                     |                    |                              |
| Źródło: ProCyclingStats      |                     |                    |                              |

#### Zwycięstwa
| Zwycięstwa   | Zwycięstwa                                  | Zwycięstwa | Zwycięstwa | Zwycięstwa        | Zwycięstwa |
| Data         | Wyścig                                      | Państwo    | Kategoria  | Zwycięzca         |            |
| ------------ | ------------------------------------------- | ---------- | ---------- | ----------------- | ---------- |
| 31 mar       | Visegrad 4 Bicycle Race Grand Prix Slovakia | Słowacja   | 1.2        | Maciej Paterski   |            |
| 22 kwi       | Visegrad 4 Bicycle Race Grand Prix Poland   | Polska     | 1.2        | Maciej Paterski   |            |
| 26 maja 2018 | Tour of Estonia, klasyfikacja generalna     | Estonia    | 2.1        | Grzegorz Stępniak |            |
| 12 sie       | Puchar Uzdrowisk Karpackich                 | Polska     | 1.2        | Maciej Paterski   |            |
| 18 sie       | Minsk Cup                                   | Białoruś   | 1.2        | Maciej Paterski   |            |
| 26 sie       | Górskie szosowe mistrzostwa Polski          | Polska     | CN         | Maciej Paterski   |            |

### 2017

#### Skład
| Skład drużyny 2017           | Skład drużyny 2017   | Skład drużyny 2017 | Skład drużyny 2017                 |
| Imię i nazwisko              | Data urodzenia       | Państwo            | Poprzednia grupa                   |
| ---------------------------- | -------------------- | ------------------ | ---------------------------------- |
| Andrzej Bartkiewicz          | 24 października 1991 | Polska             | Whistle Team Ziemia Brzeska (2015) |
| Adrian Honkisz               | 27 lutego 1988       | Polska             | CCC Sprandi Polkowice (2016)       |
| Sylwester Janiszewski        | 24 stycznia 1988     | Polska             | CCC Polsat Polkowice (2012)        |
| Jacek Morajko                | 26 kwietnia 1981     | Polska             | CCC Polsat Polkowice (2014)        |
| Dominik Oborski              | 17 kwietnia 1992     | Polska             | Domin Sport (2016)                 |
| Jakob Roithmeier             | 2 października 1991  | Niemcy             |                                    |
| Marek Rutkiewicz             | 8 maja 1981          | Polska             | CCC Sprandi Polkowice (2015)       |
| Grzegorz Stępniak            | 24 marca 1989        | Polska             | CCC Sprandi Polkowice (2016)       |
| Wojciech Sykała              | 27 marca 1994        | Polska             |                                    |
| Szymon Tracz (26 kwi–31 gru) | 12 listopada 1998    | Polska             |                                    |
|                              |                      |                    |                                    |
| Źródło: ProCyclingStats      |                      |                    |                                    |

### 2016

#### Skład
| Skład drużyny 2016                       | Skład drużyny 2016   | Skład drużyny 2016 | Skład drużyny 2016                      |
| Imię i nazwisko                          | Data urodzenia       | Państwo            | Poprzednia grupa                        |
| ---------------------------------------- | -------------------- | ------------------ | --------------------------------------- |
| Andrzej Bartkiewicz                      | 24 października 1991 | Polska             | Whistle Team Ziemia Brzeska (2015)      |
| Dariusz Batek                            | 27 kwietnia 1986     | Polska             | Bank BGŻ (2013)                         |
| Błażej Janiaczyk                         | 27 stycznia 1983     | Polska             | Kolss-BDC (2015)                        |
| Sylwester Janiszewski                    | 24 stycznia 1988     | Polska             | CCC Polsat Polkowice (2012)             |
| Jacek Morajko                            | 26 kwietnia 1981     | Polska             | CCC Polsat Polkowice (2014)             |
| Marek Rutkiewicz                         | 8 maja 1981          | Polska             | CCC Sprandi Polkowice (2015)            |
| Przemyslaw Sobieraj                      | 26 września 1991     | Polska             | Warmińsko-Mazurski Klub Sportowy (2014) |
| Michael Sprenger                         | 17 maja 1995         | Austria            | Union Raiffeisen Radteam Tirol (2015)   |
| Dennis Wauch                             | 7 stycznia 1993      | Austria            | Team Vorarlberg (2014)                  |
| Tobias Wauch                             | 1 kwietnia 1995      | Austria            | Team Vorarlberg (2014)                  |
|                                          |                      |                    |                                         |
| Źródła: ProCyclingStats Cycling Archives |                      |                    |                                         |

### 2015

#### Skład
| Skład drużyny 2015            | Skład drużyny 2015 | Skład drużyny 2015 | Skład drużyny 2015                      |
| Imię i nazwisko               | Data urodzenia     | Państwo            | Poprzednia grupa                        |
| ----------------------------- | ------------------ | ------------------ | --------------------------------------- |
| Dariusz Batek                 | 27 kwietnia 1986   | Polska             | Bank BGŻ (2013)                         |
| Sławomir Janiszewski          | 18 listopada 1996  | Polska             |                                         |
| Sylwester Janiszewski         | 24 stycznia 1988   | Polska             | CCC Polsat Polkowice (2012)             |
| Jacek Morajko                 | 26 kwietnia 1981   | Polska             | CCC Polsat Polkowice (2014)             |
| Wiktor Mrozek                 | 29 lipca 1993      | Polska             |                                         |
| Bartosz Pilis (17 kwi–31 gru) | 20 kwietnia 1992   | Polska             | Mexller (2014)                          |
| Paweł Samol (5 maj–31 gru)    | 4 kwietnia 1993    | Polska             |                                         |
| Wojciech Skarżyński           | 22 kwietnia 1989   | Polska             | Las Vegas Power Energy Drink (2013)     |
| Przemyslaw Sobieraj           | 26 września 1991   | Polska             | Warmińsko-Mazurski Klub Sportowy (2014) |
| Dennis Wauch                  | 7 stycznia 1993    | Austria            | Team Vorarlberg (2014)                  |
| Tobias Wauch                  | 1 kwietnia 1995    | Austria            | Team Vorarlberg (2014)                  |
|                               |                    |                    |                                         |
| Źródło: ProCyclingStats       |                    |                    |                                         |

### 2014

#### Skład
| Skład drużyny 2014               | Skład drużyny 2014   | Skład drużyny 2014 | Skład drużyny 2014                  |
| Imię i nazwisko                  | Data urodzenia       | Państwo            | Poprzednia grupa                    |
| -------------------------------- | -------------------- | ------------------ | ----------------------------------- |
| Mateusz Czajkowski               | 22 października 1989 | Polska             |                                     |
| Piotr Jaromin                    | 8 czerwca 1994       | Polska             |                                     |
| Sławomir Kohut                   | 18 września 1977     | Polska             |                                     |
| Konrad Kott                      | 18 listopada 1993    | Polska             | Las Vegas Power Energy Drink (2013) |
| Tobiasz Lis                      | 14 marca 1995        | Polska             |                                     |
| Wojciech Migdał                  | 27 marca 1991        | Polska             |                                     |
| Wiktor Mrozek                    | 29 lipca 1993        | Polska             |                                     |
| Paweł Piotrowicz (25 kwi–31 gru) | 15 sierpnia 1991     | Polska             |                                     |
| Wojciech Rowicki                 | 27 października 1995 | Polska             |                                     |
| Tomasz Smoleń                    | 3 lutego 1983        | Polska             | Bank BGŻ (2013)                     |
| Krzysztof Tracz                  | 9 stycznia 1990      | Polska             |                                     |
|                                  |                      |                    |                                     |
| Źródło: ProCyclingStats          |                      |                    |                                     |

### 2013

#### Skład
| Skład drużyny 2013      | Skład drużyny 2013   | Skład drużyny 2013 | Skład drużyny 2013                    |
| Imię i nazwisko         | Data urodzenia       | Państwo            | Poprzednia grupa                      |
| ----------------------- | -------------------- | ------------------ | ------------------------------------- |
| Andrzej Bartkiewicz     | 24 października 1991 | Polska             |                                       |
| Paweł Franczak          | 7 października 1991  | Polska             |                                       |
| Szymon Godras           | 27 sierpnia 1991     | Polska             |                                       |
| Zbigniew Gucwa          | 30 maja 1986         | Polska             |                                       |
| Jakub Kaczmarek         | 27 września 1993     | Polska             | Kaliskie Towarzystwo Kolarskie (2012) |
| Tomasz Mickiewicz       | 10 marca 1994        | Polska             |                                       |
| Wiktor Mrozek           | 29 lipca 1993        | Polska             |                                       |
| Łukasz Osiecki          | 5 kwietnia 1990      | Polska             | Mróz-Active Jet (2010)                |
| Jakub Średziński        | 20 maja 1985         | Polska             |                                       |
| Krzysztof Tracz         | 9 stycznia 1990      | Polska             |                                       |
| Marcin Urbanowski       | 4 listopada 1988     | Polska             | Bank BGŻ (2011)                       |
| Marcin Wolski           | 8 czerwca 1984       | Polska             | Legia-Bazyliszek-TV4 (2007)           |
|                         |                      |                    |                                       |
| Źródło: ProCyclingStats |                      |                    |                                       |

### 2012

#### Skład
| Skład drużyny 2012      | Skład drużyny 2012   | Skład drużyny 2012 | Skład drużyny 2012          |
| Imię i nazwisko         | Data urodzenia       | Państwo            | Poprzednia grupa            |
| ----------------------- | -------------------- | ------------------ | --------------------------- |
| Andrzej Bartkiewicz     | 24 października 1991 | Polska             |                             |
| Dorian Bartkiewicz      | 22 czerwca 1991      | Polska             |                             |
| Josef Černý             | 11 maja 1993         | Czechy             |                             |
| Jakub Foltyn            | 12 marca 1992        | Polska             |                             |
| Rafał Król              | 23 stycznia 1993     | Polska             |                             |
| Kamil Migdoł            | 7 stycznia 1991      | Polska             |                             |
| Łukasz Osiecki          | 5 kwietnia 1990      | Polska             | Mróz-Active Jet (2010)      |
| Paweł Pac               | 8 listopada 1989     | Polska             |                             |
| Leszek Pluciński        | 3 czerwca 1990       | Polska             |                             |
| Siarhiej Safonau        | 3 lipca 1990         | Białoruś           | Legia-Felt (2011)           |
| Marcin Wolski           | 8 czerwca 1984       | Polska             | Legia-Bazyliszek-TV4 (2007) |
|                         |                      |                    |                             |
| Źródło: ProCyclingStats |                      |                    |                             |